# Pfarrkirche Möggers

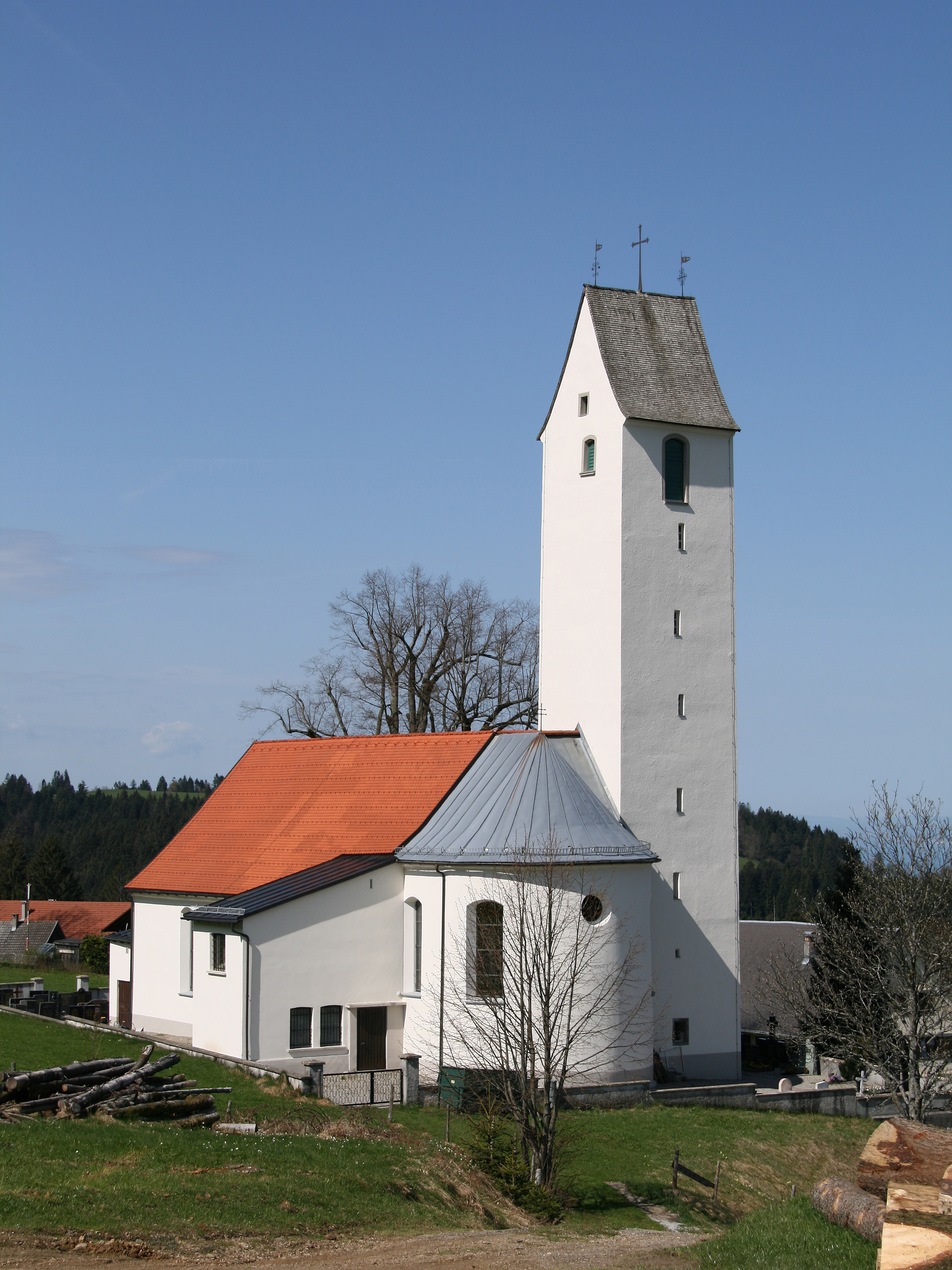
Katholische Pfarrkirche hl. Ulrich in Möggers

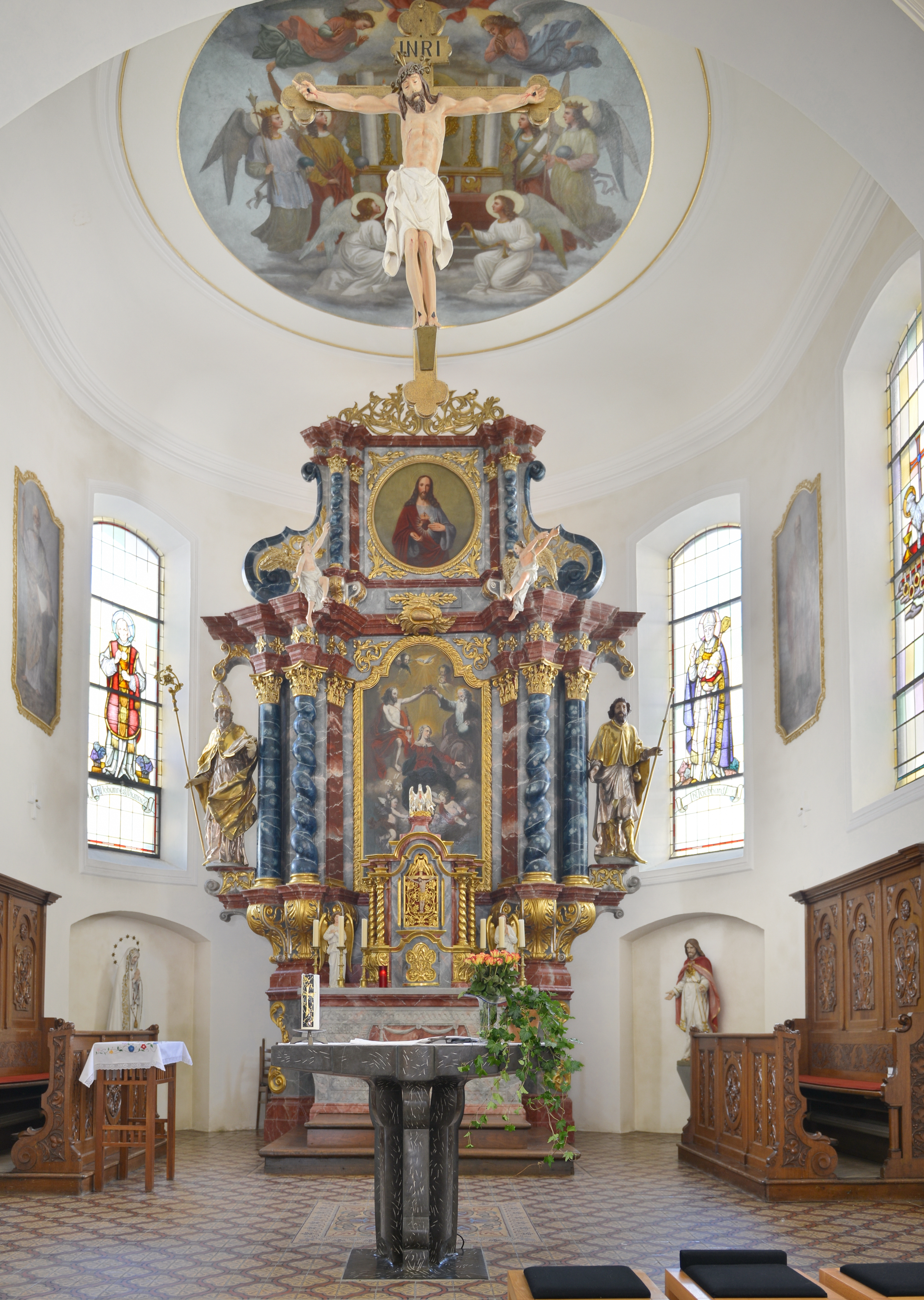
Zum Chor

Die römisch-katholische Pfarrkirche Möggers steht auf einer Anhöhe im Süden der Gemeinde Möggers im Bezirk Bregenz in Vorarlberg. Die dem heiligen Ulrich von Augsburg geweihte Pfarrkirche gehört zum Dekanat Bregenz der Diözese Feldkirch. Die Kirche steht unter Denkmalschutz.

## Geschichte
Die ursprüngliche Filiale von Weiler im Allgäu wurde spätestens im Anfang des 15. Jahrhunderts selbständige Pfarre. 1352 waren die Herren von Weiler die Patronatsherren. Der gotische Kirchenbau wurde 1738 abgetragen und ein barocker Neubau errichtet und 1746 geweiht. 1885 war eine Restaurierung. 1895 wurde die Vorhalle angebaut.

## Architektur
Die Kirche ist von einem schmalen ummauerten Friedhof umgeben. Der einfache barocke Bau mit einem Langhaus und einer Chorapsis unter einem gemeinsamen Satteldach hat eine niedrige Vorhalle und einen mittelalterlichen Nordturm mit einem Satteldach. Südlich ist eine zweigeschoßige Sakristei angebaut.
Langhaus und Chor zeigen sich ohne plastische Gliederung mit dem massiven Turm der Vorgängerkirche im nördlichen Chorwinkel. Der Turm hat westlich eine und nördlich zwei Rundbogenschallöffnungen.
Der Saalraum mit einer Flachdecke über einem umlaufenden Gesims hat Flachbogenfenster in stuckierten Rahmen. Der eingezogene rundbogige Chorbogen hat eine Stuckblattleiste auf Wandpfeilern. Der Chor mit einer Rundapsis hat eine Flachdecke über einem umlaufenden Gesims und Hohlkehle. Links im Chor ist ein steingerahmter Rundbogeneingang zum Turm und rechts zur Sakristei. Die Westempore hat eine gebauchte Brüstung.
Die Fresken malte Anton Marte (1909), im Chor Verehrung der Eucharistie, im Chor an der Wand links Petrus und rechts Paulus, im Langhaus Himmelfahrt Christi und in Stuckrahmen die Zwölf Apostel. Die Glasmalerei der Tiroler Glasmalereianstalt um 1935 zeigt im Chor links Johannes Vianney und rechts Gebhard und Lamm Gottes, im Langhaus links Elisabeth, Theresia und Agnes, rechts Wendelin, Johannes der Täufer, und Laurentius.
Das Kriegerdenkmal außen an der Vorhalle mit der Figur sterbender Krieger schuf Alois Reich.

## Ausstattung
Der Hochaltar als barocker Aufbau mit vier Säulen auf einem starken Volutensockel und einem flachen Volutenauszug mit gedrehten flankierenden Säulen zeigt das Hochaltarbild Kreuzigung Christi mit Maria, Johannes und Magdalena und im Oberbild Herz Jesu, beide gemalt von Anton Marte (1909). Der Hochaltar trägt die Figuren Ulrich links und Jodok rechts aus der Mitte des 18. Jahrhunderts und am Gebälk zwei sitzende Engel aus dem Ende des 18. Jahrhunderts und seitlich des Tabernakels zwei Engel aus dem Ende des 19. Jahrhunderts.
Der linke Seitenaltar mit gleichem Aufbau wie der Hochaltar zeigt das Altarblatt hl. Bernhard vor Maria mit Kind und im Oberbild hl. Anna mit Maria von Anton Marte (1909). Es gibt eine Vorsatzfigur Rosenkranzmadonna aus dem Anfang des 20. Jahrhunderts. Der rechte Seitenaltar mit gleichem Aufbau wie links zeigt das Altarbild Marter des hl. Sebastian und 1700 und im Oberbild hl. Josef mit Jesus aus dem Anfang des 19. Jahrhunderts und trägt eine Figur Herz Jesu von Alois Reich.
Die Kanzel aus der Mitte des 18. Jahrhunderts zeigt am Korb Figuren der vier Kirchenväter. Der Chorbogenkruzifix ist aus dem 19. Jahrhundert. Ein Grabstein nennt Felix Spihler Pfarrer in Möggers gestorben 1776. In der Vorhalle mit einer Flachdecke ist rechts eine Lourdesgrotte und links das Gemälde Fegefeuer von Jac Bertle 1897. Ebendort auch ein Altaraufbau um 1780 aus der abgetragenen Holzkapelle in Ramsach mit einem Altarblatt Glorie des hl. Wendelin und schwebend den hl. Bernhard mit der Kirche Maria Einsiedeln und im Oberbild Anna und Joachim und trägt die Figuren Michael und Theresia.
Die Orgel mit einem neuromanischen Gehäuse bauten 1896 die Gebrüder Mayer.